# ضريح السعديين
ضريح الشرفاء السعديين هو من أشهر الأضرحة في المغرب وأحد المعالم التاريخية لمدينة مراكش، يوجد في القصيبة وكان مغلقًا إلى زمن الحماية، حيث اكتشفت كمعلمة تاريخية سنة 1917م. تم تشييده سنة 1557م من قبل السلطان عبد الله الغالب ووسعه السلطان أحمد المنصور، يضم هذا الضريح معظم مقابر أشهر السلاطين السعديين وأفراد عائلتهم من نسل السلطان أحمد المنصور الذي يصل عددهم إلى أزيد من 60 فرداً في مجموعة مقابر داخل هذا الضريح. لذلك فهو يعتبر من أشهر و أهم المعالم التاريخية بمدينة مراكش.

## تاريخ
تأثر شكل هذا المُركب الجنائزي بمقابر وأضرحة الأسرة المرينية المتواجدة بفاس وشالة. فزخارف الجبس والزليج وتلك المنقوشة على الخشب وكل الزخارف الأخرى الموجودة بالمعلمة تحيل على الإبداعات الفنية السابقة المغربية-الأندلسية، وخاصة تلك التي تعود للفترة النصرية بغرناطة حيث تنتشر زخارف المقرنصات، أما الزخارف الجدارية فتقدم تشكيلات كانت شائعة الاستعمال خلال الفترة المرينية، ومن تم يمكن القول بأن الفن السعدي يندرج ضمن التقليد الأندلسي وإن كان في الأصل ذو طابع مغربي صرف.

### فترة ما قبل السعديين
لا تتوفر الكثير من التفاصيل حول تاريخ هذه المقبرة في العصور المبكّرة قبل قيام الدولة السعدية، ما عدى بعض المعلومات التي تخص الموقع الذي شُيدت عليه المقبرة لاحقاً، إذ يقع موقعها مباشرةً خلف جدار القبلة لـمسجد الكتبية الذي بُني مع القصبة الملكية المحيطة به من قبل الحاكم الموحدي أبو يوسف يعقوب المنصور في أواخر القرن الثاني عشر. بناءً على هذا، فإن هناك من يفترض أن هذا الموقع كان مقبرةً حتى في زمن الموحدين (من المفترض أنها حملت اسم مقبرة قصبة مراكش)، بالرغم من عدم وجود أي دليل على دفن شخصيات موحدية بارزة فيه في ذلك الوقت (باعتبار أن حكام الموحدين دُفنوا في تينمل بدلاً من ذلك).
في المقابل، تشير العديد من الأدلة التي تعود إلى القرن الرابع عشر ،أي خلال فترة حكم الدولة المرينية، إلى أن السلطان أبو الحسن المريني دُفن هناك بشكل مؤقت سنة 1351م، بعد أن توفي أثناء نفيه في جبال الأطلس الكبير وكانت مراكش أقرب مدينة للدفن (لأن الدفن يجب أن يُعجّل وفقاً للتقاليد الإسلامية، باعتبار أن إكرام الميّت دفنه)، ثم بعد بضعة أشهرٍ، تمّ نقل جثمانه وإعادة دفنه في مقبرة السلاطين المرينيين في شالة (بالقرب من الرباط). يحتوي شاهد قبر السلطان أبو الحسن الذي يتكون من الرخام، على نقشٍ طويلٍ يشير إلى دفنه الأول في موقع المقبرة (مقبرة قصبة مراكش) ولا يزال هذا الشاهد موجوداً في غرفة الثلاثة محاريب بضريح السعديين لليوم (من المفترض أنه تم نقله إلى هناك أثناء وبعد بناء ضريح السعديين). ويعتبر الشاهد دليلاً بارزاً على أن المقبرة كانت موجودةً آنذاك بالفعل، ولو أنها لم تحمل نفس الاسم التي تحمله اليوم -لكن الموقع هو ذاته-.
فيما بعد، أصبحت المقبرة موقعاً لدفن أمراء هنتاتة الذين تمكنّوا من السيطرة على منطقة مراكش من منتصف القرن الخامس عشر وحتّى عشرينيات القرن السادس عشر. والذين لا تزال بعض نقوشهم التذكارية مرئية حتّى اليوم.

### تشييد الضريح في عهد السعديين
شُيّدت النواة الأولى للضريح من طرف السلطان عبد الله الغالب سنة 1557م خلال فترة حكمه لتحتضن قبر محمد الشيخ، مؤسس الدولة السعدية، وذلك تكريماً لروحه بعدما تم اغتياله سنة 1557م. كما قام ابنه أيضاً بتشييد قبة، حيث سيدفن بجوار والده سنة 1574م في الضريح الجديد الذي بناه. وقد تم وضع لوحة رخامية تحمل نقشاً إهدائياً على الجدار عند رأس قبره، ولكن تم نقل هذه اللوحة في وقت لاحق إلى غرفة الثلاثة محاريب في البناء الغربي الذي سيتم تشييده لاحقًا. ومن المحتمل (ولكن غير مؤكد) أن السلطان السعدي الرابع، عبد الملك الأول، دُفن أيضاً بجوار محمد الشيخ (الذي كان والده أيضًا) على الجانب الجنوبي من قبر الأخير، في عام 1578م أو بعد ذلك.
بعد ذلك قام السلطان أحمد المنصور الذهبي بأعمال توسعةٍ وتزيينٍ للأضرحة، ودفن هو وأبوه وأمه، لالة مسعودة، وأخوه في هذا الضريح، بالإضافة إلى العديد من أفراد أسرة السلطان المنصور الذين دفنوا في الغرفة الأكبر إلى جانبه ومن بينهم، أولى زوجاته للا عائشة الشبانية التي دفنت سنة 1623م، ثم دُفن ابنهما السلطان مولاي زيدان في عام 1627م، تلاه السلطان عبد الملك الثاني في عام 1631م، ثم السلطان محمد الشيخ الصغير في عام 1653-54. واليوم، يوجد شاهد قبر مولاي زيدان مباشرةً على يمين قبر والده المنصور، بينما يقع قبر محمد الشيخ الصغير على اليسار.

### فترة ما بعد السعديين
استُخدمت المقبرة لفترة من الوقت بعد وفاة المنصور كموقع للدفن، قبل أن يقوم السلطان العلوي مولاي إسماعيل (حكم من 1672 إلى 1727)، لاحقًا بتقييد الوصول إلى مقبرة السعديين عن طريق إغلاقها عن معظم المباني المجاورة لها. ومع ذلك، استمر استخدامها حتى في عهد العلويين، كما يتّضح من انتشار القبور وشواهد القبور في المقبرة اليوم. حيث امتلأت الغرفة الكبرى الواقعة على الجانب الجنوبي من ضريح محمد الشيخ وللا مسعودة بالقبور الأخرى. أما غرفة المحراب، وهي الغرفة الجنوبية في بناء أحمد المنصور التي كانت مخصصة للصلاة فقط، فقد استخدمتها الأسرة العلوية كضريح حتى أواخر القرن الثامن عشر تقريباً. وهي مملوءة اليوم تماماً بقبور أفراد من الأسرة العلوية؛ من بين هذه القبور يُعتقد أن هناك قبر السلطان العلوي مولاي اليزيد (توفي سنة 1792)، والذي كان مميزًا في السابق بحاجزٍ خشبي وكان يُزار أحيانًا من قبل الحجاج المحليين. وقد ارتبط اسم مولاي اليزيد الآن أيضًا بمسجد القصبة والساحة الموجودة أمامه. إجمالًا، تحتوي المقبرة اليوم على 56 شاهد قبر مزخرف بالمقبريات (نقوش رخامية مزخرفة) وحوالي مئة قبر آخر مميزٍ فقط ببلاط متعدد الألوان.
كان الولوج إلى الضريح في السابق يتم عبر باب يصله بالمسجد المجاور الذي بناه السلطان الموحدي يعقوب المنصور، إلا أنه منذ بداية القرن العشرين، عندما اكتُشف هذا المركب الجنائزي سنة 1917 من طرف مصلحة الفنون الجميلة والمباني التاريخية، تمت تهيئة ممر في الزاوية الجنوبية - الغربية يؤدي إلى داخل المقبرة حيث تتواجد ساحة كبرى تحيط بها قاعات عديدة ويحدها من جهتي الجنوب والشرق جدار داخلي مدعم بأبراج.

## شكل الضريح
تتكون المقبرة من جهتين:
الجهة الأولى تتكون من ثلاث قاعات، واحدة عبارة عن قاعة للصلاة مكونة من ثلاث بلاطات بها عدة قبور تعود للقرن الثامن عشر. أما المحراب فهو عبارة عن كوة خماسية الزوايا يعلوها قوس مكسور ومتجاوز يرتكز على أربعة أصناف من الأعمدة الرخامية وتغطيه قبة ذات مقرنصات.

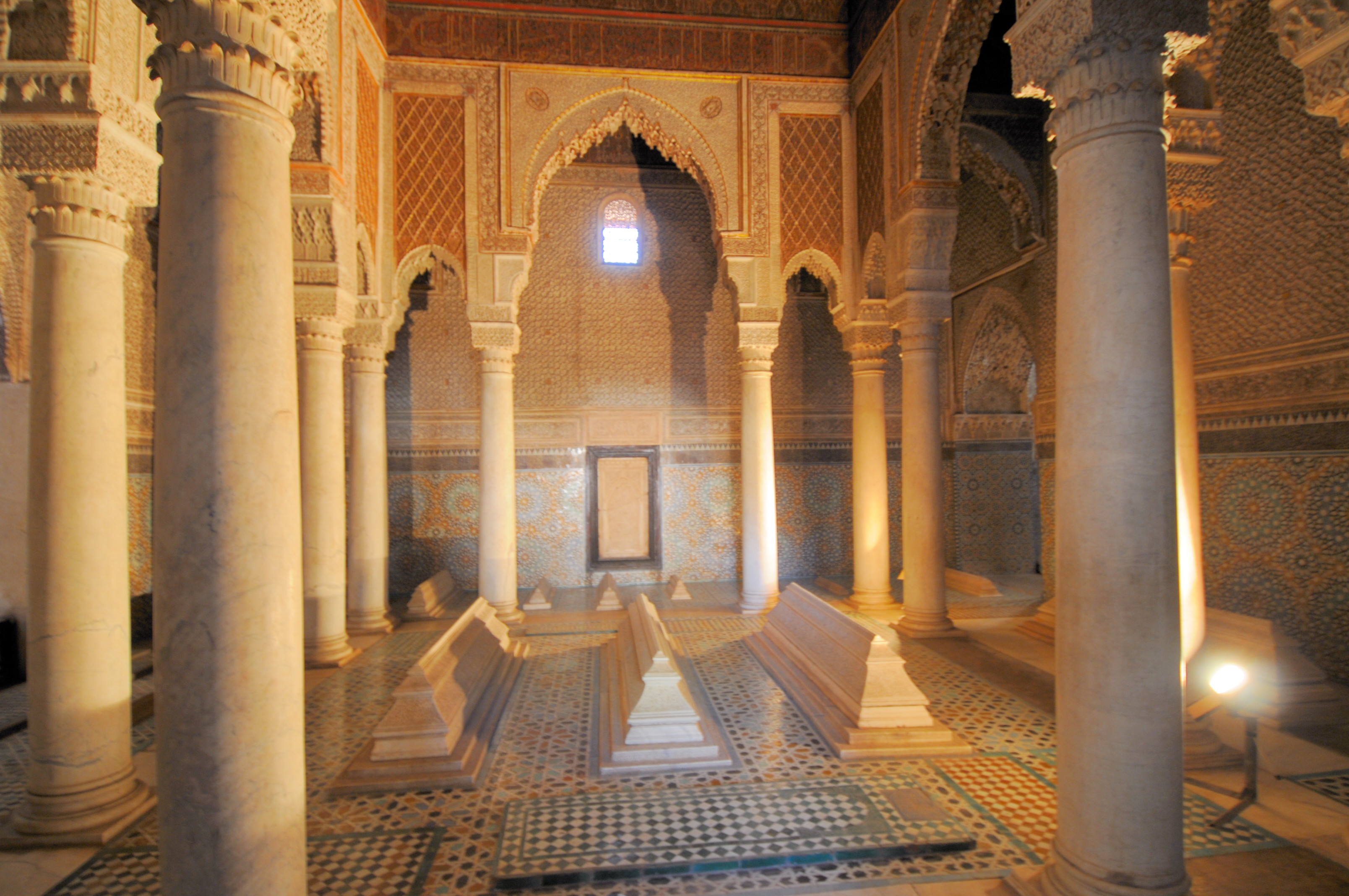
ضريح السلطان مولاي أحمد المنصور وبجانبه قبر ابنه زيدان.

أما الثانية فهي القاعة الوسطى التي تعرف بذات الإثنى عشر عمودا، وهي تعد من أجمل أجنحة المجموعة الأولى. تستند القاعة على أربع مجموعات لثلاث أعمدة من رخام «كرار» وتغطيها قبة ذات سقف خشبي منقوش ومزخرف بمقرنصات على شاكلة الجناح الشرقي لمسجد القرويين المعاصر له. ويحتضن أرقى مكان بهذه القاعة قبر السلطان أحمد المنصور الذهبي مشيد هذا الجناح وقبر ابنه زيدان الناصر بن أحمد بالإضافة إلى قبور بعض خلفه.
تنتهي هذه المجموعة بقاعة بها ثلاث كوات تغطيها عدة سقوف من خشب العرعر. وعلى سطح اثنتين من المقبريات الأربع الموجودة بداخلها، يمكن قراءة نقائش تخلد ذكرى السلطان عبد الله الغالب وأبيه محمد الشيخ.
المجموعة الثانية وتعرف بقبة لالة مسعودة نظرا لكون القاعة الأولى حيث يوجد قبرها يشكل النواة الأولى لهذا المركب. شهد هذا الأخير أعمال توسعة في عهد أحمد المنصور، حيث أضيفت إليها في الجهة الجنوبية قاعة كبيرة مغطاة بسقف من العرعر لم تستكمل زخارفه. تضم هذه القاعة شرفتان يسبقهما رواقان يرتكزان على أعمدة رخامية تعلوها منضدات مزخرفة بواسطة مقرنصات وسواكف منقوشة من خشب العرعار.

## صور

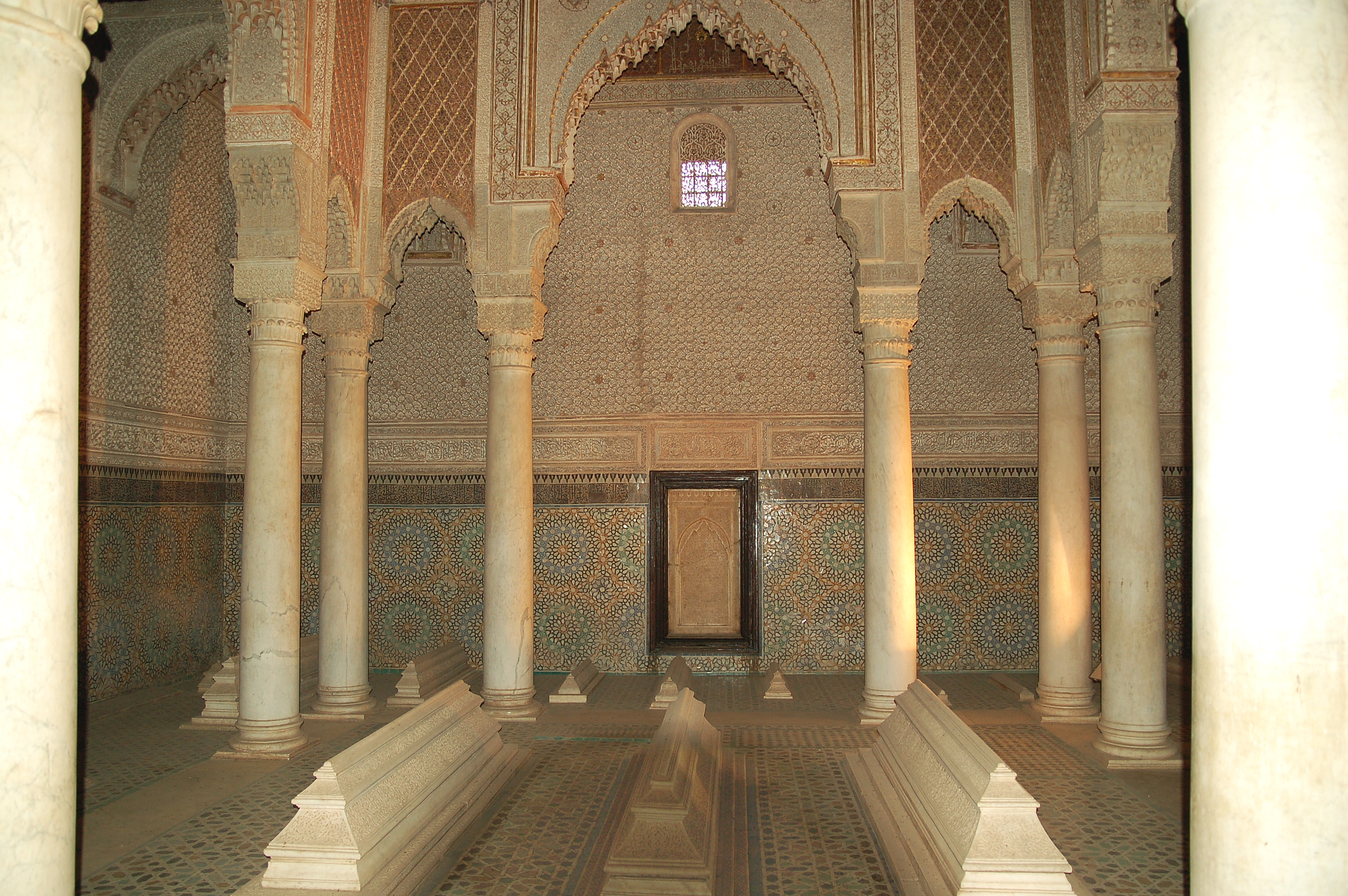
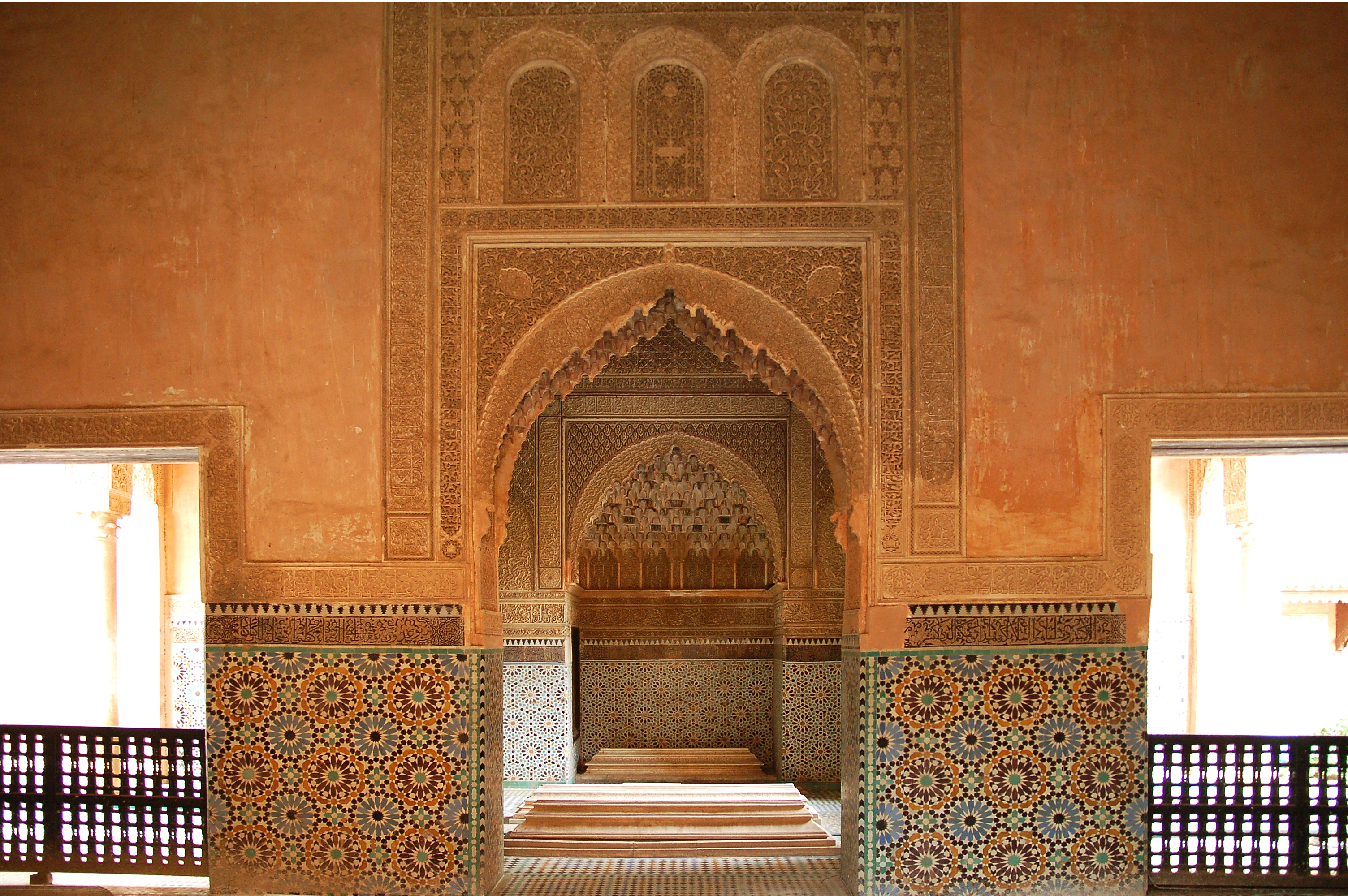
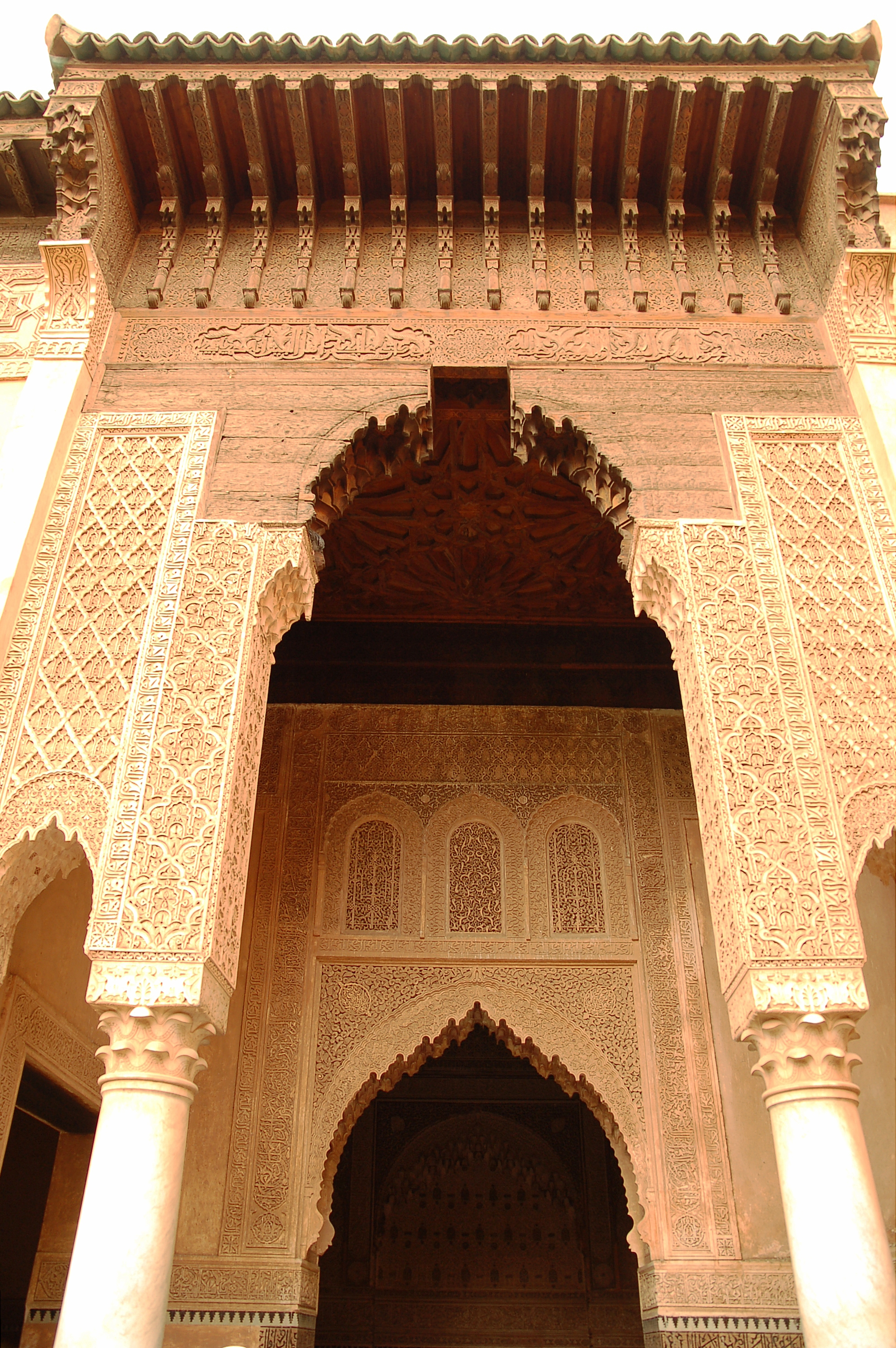
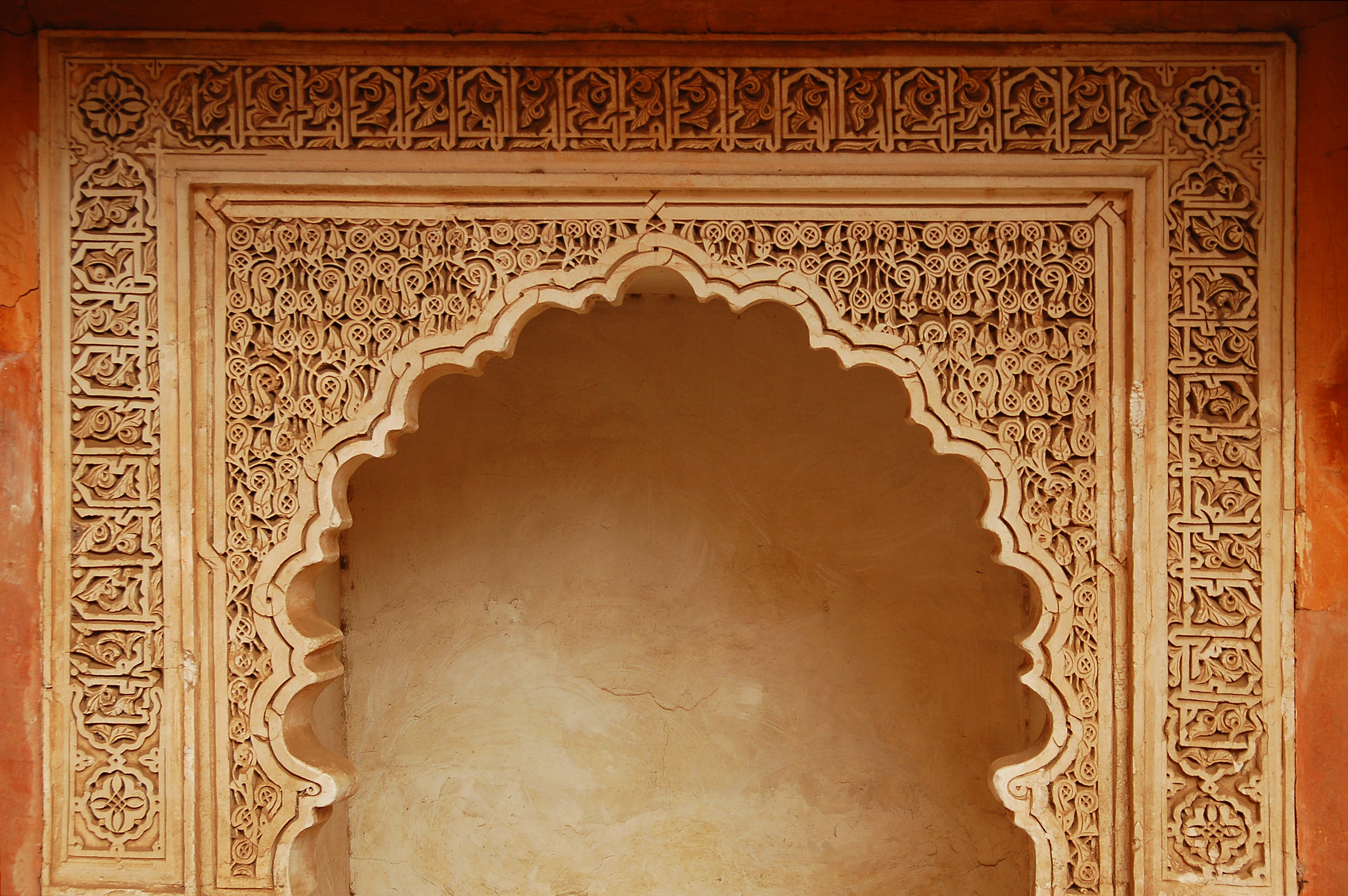
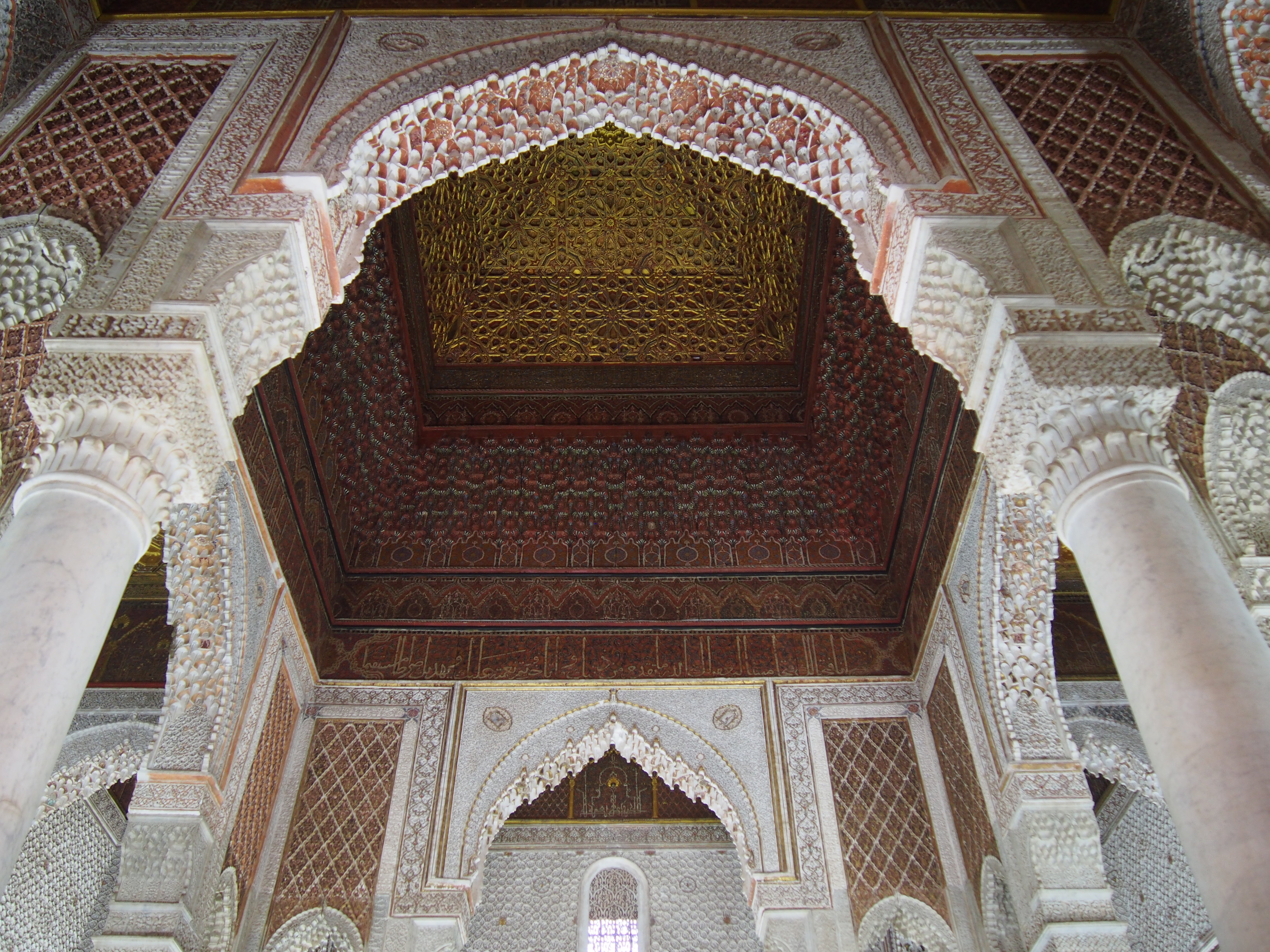

## وصلات خارجية
- جوانب من تاريخ مقبرة الأشراف السعديين بمراكش في النصوص والوثائق التاريخية نسخة محفوظة 13 يوليو 2018 على موقع واي باك مشين.